# Máire Éilís Ní Fhlaithearta
Máire Éilís Ní Fhlaithearta ist eine irische Schauspielerin.

## Biografie
Ní Fhlaithearta besuchte die Schulen Scoil Mhuire und Coláiste Chroí Mhuire. Bekannt wurde sie vor allem durch ihre Rolle als Caitríona Ní Loideáin in der irischsprachigen Fernsehserie Ros na Rún, die seit 1996 auf TG4 ausgestrahlt wird. Neben ihrer Arbeit als Schauspielerin ist sie auch Inhaberin einer Boutique im Ort An Spidéal.
Ní Fhlaithearta ist mit Eric Rooney verheiratet und hat zwei Kinder.